# 東部州 (ルワンダ)
東部州（とうぶしゅう、ルワンダ語: Intara y'Iburasirazuba、フランス語：Province de l'Est）は、ルワンダを構成する5つの州のうちの一つ。ルワンダの東部から東南部に位置する。州都はルワマガナ。人口は約356万人（2022年国勢調査）。

## 設立まで
2006年1月1日にルワンダの地方行政区分が再編され、東部州が誕生した。東部州は再編以前のキブンゴ県、ウムタラ県、そしてキガリ郊外県の大部分からなる。

## 地理
ウガンダとタンザニアに接している。

## 隣接州
- カバレ県
- ルキガ県
- ントゥンガモ県
- カゲラ州
- ブフムザ県
- ブタニェレラ県
- 南部州
- キガリ州
- 北部州

## 下位行政区画

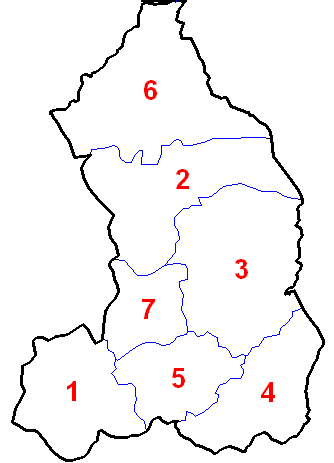
東部州の郡

1. ブゲサラ郡（英語版）（Bugesera）
2. ガツィボ郡（英語版）（Gatsibo）
3. カヨンザ郡（英語版）（Kayonza）
4. キヘレ郡（英語版）（Kirehe）
5. ンゴマ郡（英語版）（Ngoma）
6. ニャガタレ郡（英語版）（Nyagatare）
7. ルワマガ郡（英語版）（Rwamagana）